# Erato Records
Erato Records — французький лейбл звукозапису, заснований 1953 року.
Компанія Erato Disques заснована 1953 року у Франції. Спочатку вона видавала записи французьких виконавців музики бароко, а потім і інші записи класичних музикантів, зокрема, французької органістки Марі-Клер Ален.
1992 року Erato Records придбала компанія Warner Music Group, зробивши його частиною групи лейблів класичної музики Warner Classics, до якої також входили Teldec, Nonesuch, Finlandia та NVC Arts. Протягом 1990-х років на Erato Records виходили записи класичної музики під керуванням диригентів Вильяма Крісті (Франція), Даніеля Баренбойма (Ізраїль) та Тона Копмана (Нідерланди), а також співаків Хосе Каррераса (Іспанія) та Хосе Кури (Аргентина), співачок Дон Апшоу (США), Misia (Японія), Чо Сумі (Південня Корея), Філіппи Джордано (Мексика) та інших.
Erato Records разом із Warner Classics є провідними лейблами класичної музики в складі Warner Music Group. Після того, як 2013 року Warner придбали групу лейблів Parlophone, відновлений лейбл EMI Classics став частиною Warner Classic, а Virgin Classics — частиною Erato Records.